# London Boys
London Boys était un groupe britannique d'eurodance composé de Edem Ephraim et de Dennis Fuller, décédés dans un accident de voiture dans les Alpes Autrichiennes le 21 janvier 1996.

## Biographie
Edem Ephraim et Dennis Fuller se sont rencontrés pendant leur scolarité à Londres. En 1981, ils s'installent à Hambourg, en Allemagne et forment leur groupe London Boys en 1986. Leur style musical est un mélange de soul et d'eurodance.
Les singles les plus connus du groupe sont London Nights et Requiem, sortis en 1988. London Nights s'est classé quatrième dans les charts anglais. Les chorégraphies dans leurs clips et pendant leurs apparitions télévisées rencontrent un grand succès.
Edem Ephraim et Dennis Fuller décédent dans un accident de voiture le 21 janvier 1996. Ils étaient en vacances dans les Alpes autrichiennes, avec Bettina, la femme de Edem et un ami commun, un DJ de Hambourg. Alors que les conditions météorologiques sont très mauvaises, une voiture roulant en sens inverse les percute sur une route de montagne. Tous les passagers, ainsi que le conducteur suisse de l'autre véhicule décéderont dans cet accident. Le suisse aurait été ivre lors de l'accident. Edem et son épouse avait un fils, Stevie, âgé de trois ans à l'époque de l'accident. Dennis avait une fille, Laura, âgée de dix ans.

## Discographie

### Albums
- 1988 - The Twelve Commandments of Dance
- 1991 - Sweet Soul Music
- 1991 - Chapel of Love
- 1993 - Love 4 Unity
- 1995 - Hallelujah Hits
- 2009 - The Twelve Commandments of Dance (New Edition)

### Singles
- 1986 - I'm Gonna Give My Heart
- 1986 - I'm Gonna Give My Heart (Remix)
- 1987 - Dance Dance Dance
- 1987 - Harlem Desire
- 1987 - My Love
- 1987 - Supermix
- 1988 - Requiem
- 1989 - Harlem Desire '89
- 1989 - London Nights
- 1989 - Megamix
- 1989 - My Love '89
- 1990 - Chapel of Love
- 1990 - Freedom
- 1991 - Sweet Soul Music feat. Soul Kitchen
- 1991 - Is This Love?
- 1991 - Tonight! Tonight!
- 1992 - Moonraker
- 1993 - Baby, Come Back
- 1995 - Gospel Train to London